# 罗兹大学
罗兹大学（波蘭語：Uniwersytet Łódzki），始建于1945年，是波兰規模最大的大学。学校位于波兰第三大城市罗兹，拥有波兰最大的现代化图书馆。设有12个院系，60个专业以及170个专业方向。现有47,000名学生，大学教职员工2,600人。
罗兹大学国际合作领域广泛。目前，已经与世界各地143所院校签订合作协议。学校在欧盟“伊拉斯谟”奖学金项目框架内，已经和300个合作院校签订了600份协议。这些院校给学生提供在欧盟其他国家学习一个学期或一年的机会。

## 历史
罗兹大学始建于1945年，该校现有47,000名学生，同时大学教职员工有2,600人，其中包括623名教授。大学共设有12个院系，75个专业以及196个专业方向。此外，大学还提供博士课程以及包括工商管理硕士和EFS资助项目在内的100多个研究生课程。自从大学建立以来，已经超过14万的学生毕业于罗兹大学（包括硕士和博士）。学生来自全世界70多个国家，包括在罗兹大学学习的伊拉斯谟奖学金项目的学生。
自从1952年以来，已经有超过20,000名外国学生毕业。该校提供一个月、五个月以及九个月的预科课程，并且提供波兰语以及人文学科、医学、技术、经济学、农学等领域的本科预科课程，还提供研究生以及博士的预科课程。该校学生毕业后一般选择在罗兹大学学习专业课程。

## 学校排名
- 全球高校网（4ICU）波兰国内高校排名：第3名。
- 全球高校排名：第91名。
- 全球高校国际化排名：第98名。
- 全球高校学校环境最受欢迎学生排名：第100名。
- 泰晤士报高等教育-QS艺术和人文科学专业大学排名：第298名。

## 知名校友
- 马雷克·贝尔卡，波兰中央银行总裁、波兰总理、联合国欧洲经济委员会执行秘书[2]
- Adam Badowski，游戲設計師，CD Projekt董事，《巫师系列》，《賽博朋克2077》總監。